# Médersa d'Ulugh Beg (Guijdouvan)
Pour les articles homonymes, voir Médersa d'Ulugh Beg.
La médersa d'Ulugh Beg (Guijdouvan) est l'une des trois medersas construites par Ulugh Beg. La médersa possède deux iwans, une mosquée, une khanqah et un minaret. 
Cette medersa a été construite en 1433 pour honorer le saint maître soufi, théologien Abdulhaliq Ghijdouvani (en). La khanqah permettait d'y accueillir des pèlerins.

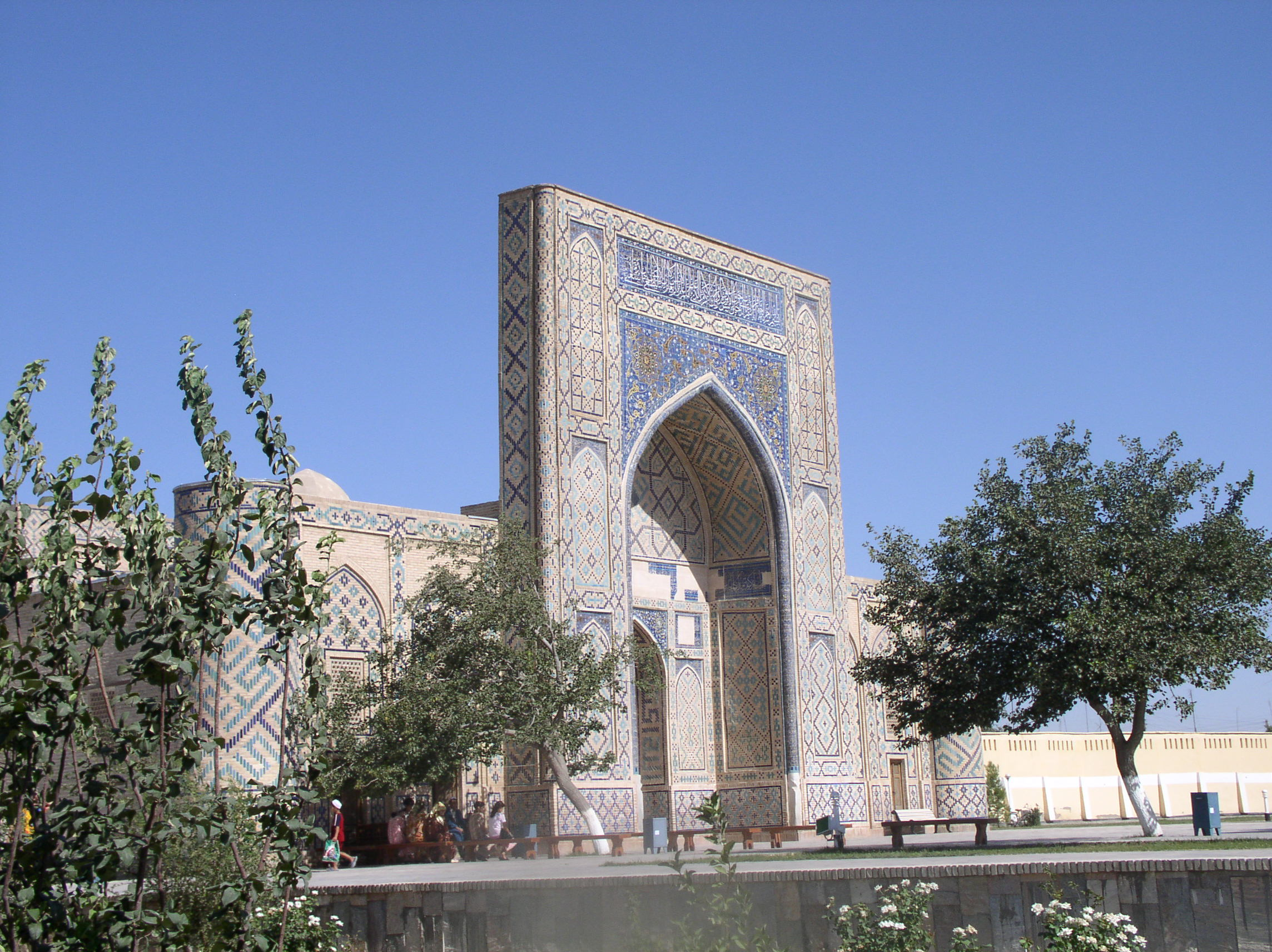
médersa Ulugh Beg à Guijdouvan
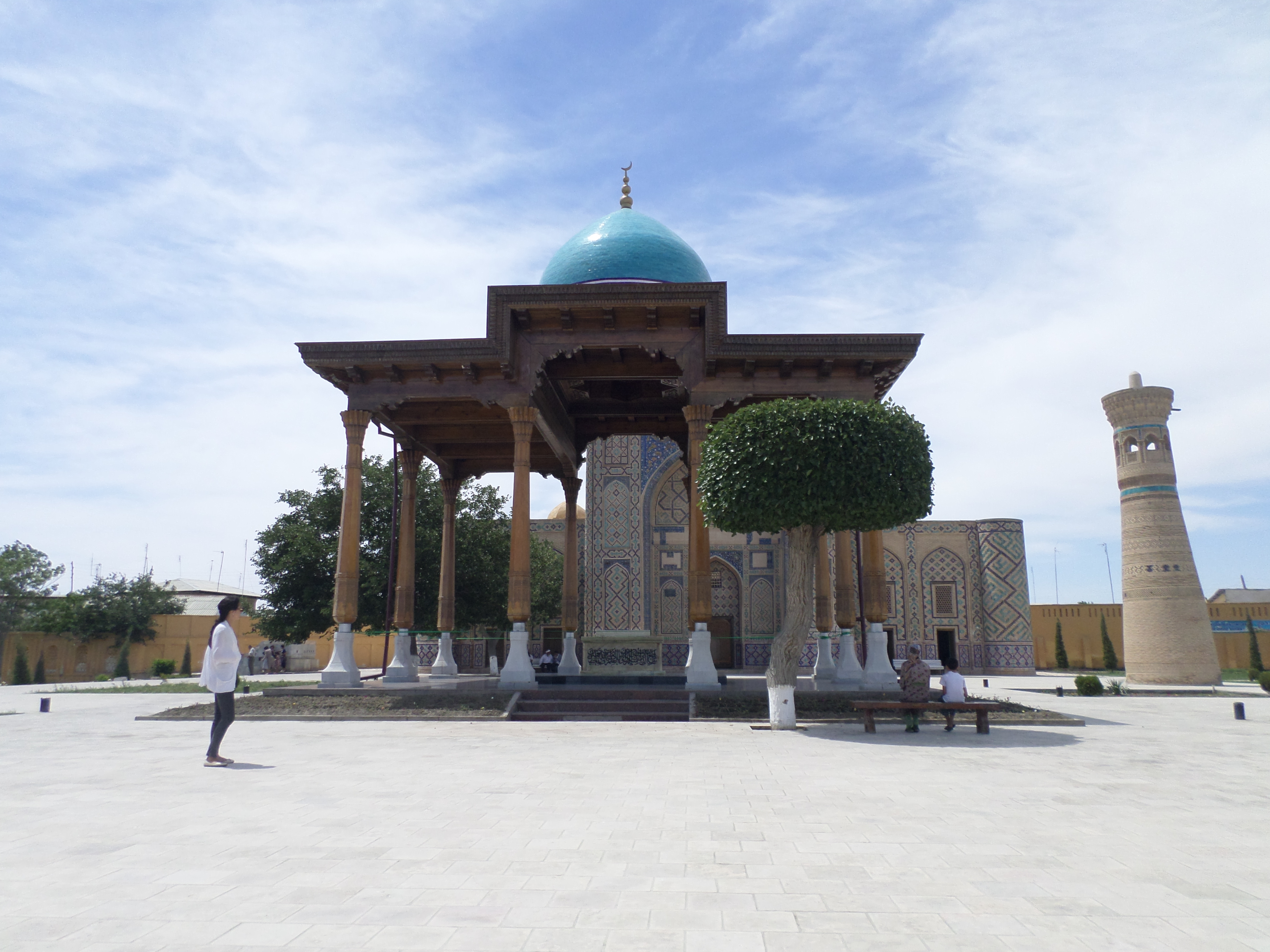
médersa Ulugh Begt à Guijdouvan
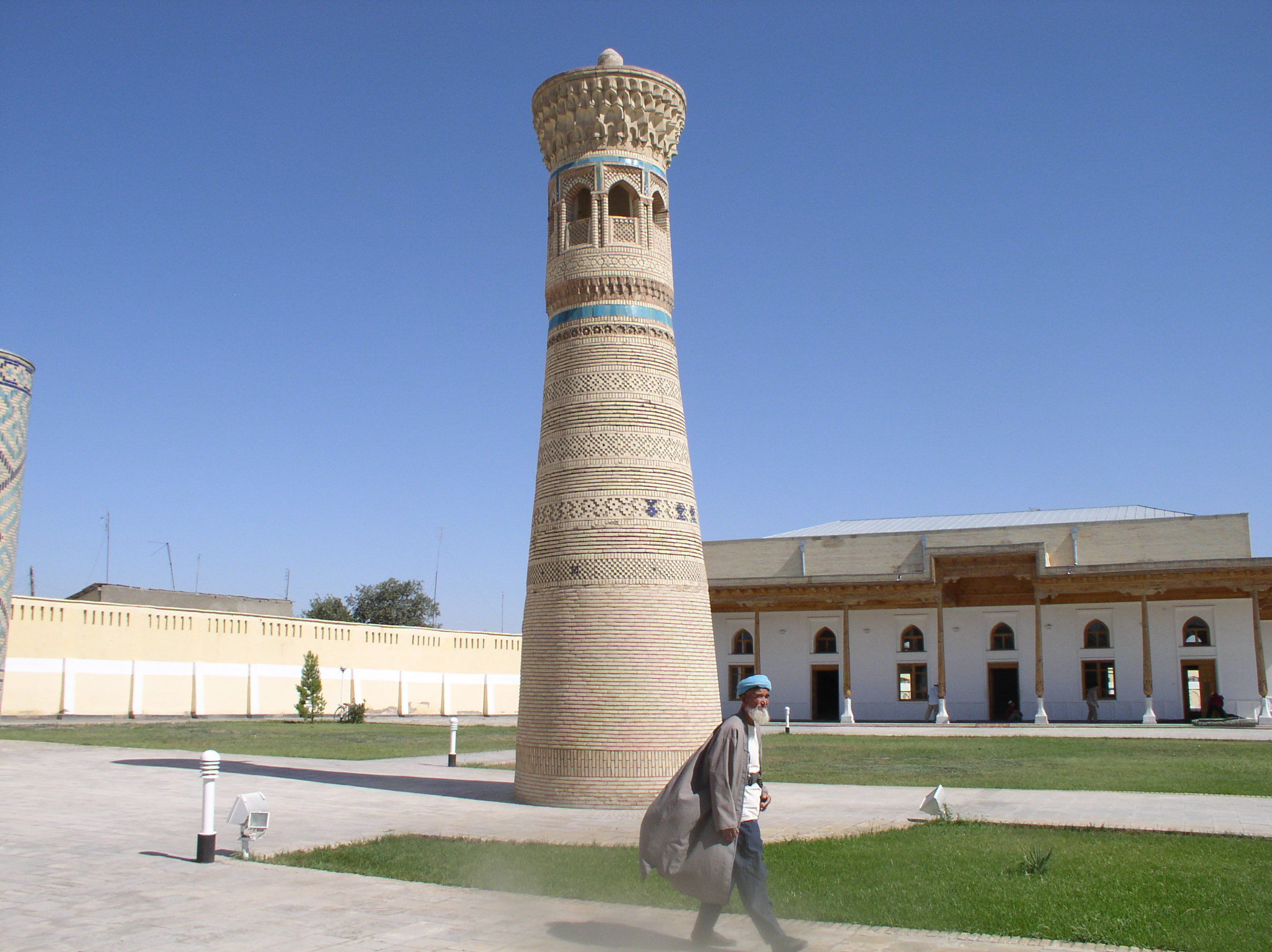
Minaret à Guijdouvan